# John Bourke
John Bourke (18 juin 1766 - 23 mai 1849) est un pair et courtisan irlandais. Il est titré Lord Naas de 1792 à 1794, avant d'être titré comte de Mayo.

## Biographie
Il est le fils aîné de Joseph Bourke (3e comte de Mayo) (archevêque de Tuam 1782-1794) et de sa femme, Elizabeth, fille de Sir Richard Meade, 3e baronnet. Il hérite des titres de son père à sa mort le 20 août 1794. Avant l'Acte d' Union, il est président des comités de la Chambre des lords irlandaise, en compensation de l'abolition de la Chambre en 1801, il reçoit une pension annuelle de 1332 £ . Le 20 février 1810, il est admis au Conseil privé d'Irlande et est élu pair représentant irlandais le 2 mars 1816. Le 11 mai 1819, il représente le duc de Clarence et St Andrews (futur Guillaume IV) au baptême du prince George de Cambridge à Hanovre et est nommé GCH cette année-là. Au couronnement de George IV le 19 juillet 1821, il porte l'étendard de Hanovre.

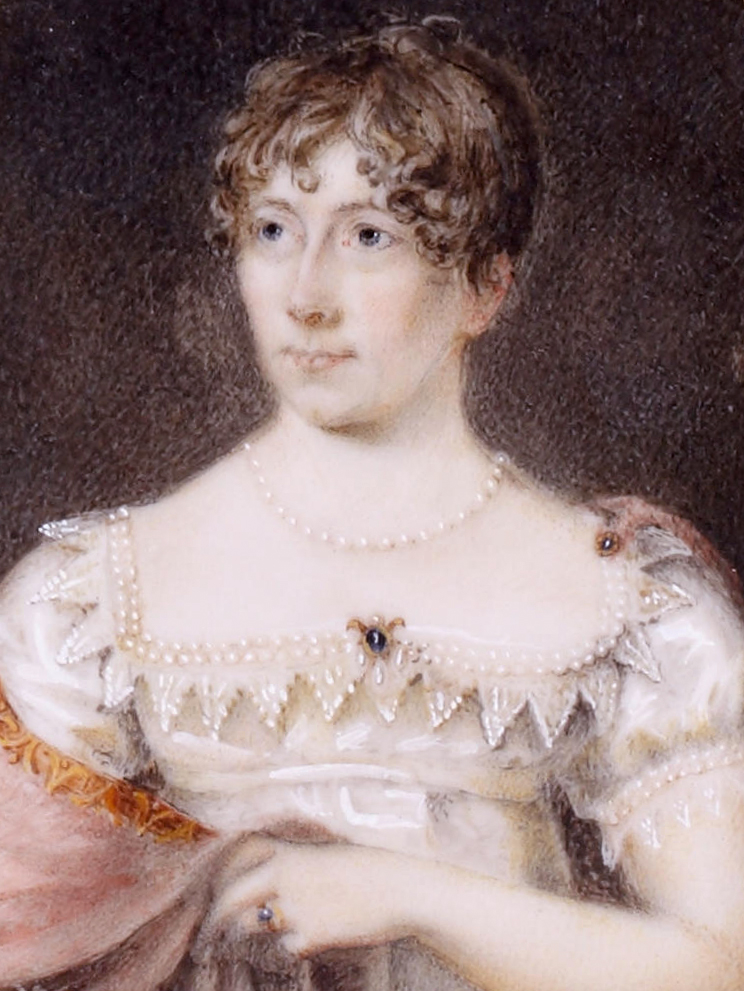
Arabella Bourke (École anglaise, vers 1810)

Le 24 mai 1792, Mayo épouse Arabella Mackworth-Praed. Ils n'ont pas d'enfants. Il est décédé à Bersted Lodge, South Bersted, Sussex, la maison de Susan Smith née Mackworth-Praed, sa belle-sœur et veuve de Thomas Smith de Bersted Lodge (frère de Sir John Smith Burgess, Bart), et ses titres sont transmis à son neve, Robert ,.